# Teucholabis nigrirostris
Teucholabis nigrirostris là một loài ruồi trong họ Limoniidae. Chúng phân bố ở miền Australasia.